# 福建省重点建设高校
福建省重点建设高校是福建省人民政府、福建省教育厅为促进福建省高等教育进一步发展，而打造的福建高等教育的领军团体。自2003年启动至今，共有11所高校入选。

## 列表
“福建省重点建设高校”列表，共有12所院校：
| 名称           | 入选时间 | 所在城市       | 所属部门   |
| -------------- | -------- | -------------- | ---------- |
| 厦门大学       | 2003年   | 厦门市、漳州市 | 教育部     |
| 福州大学       | 2003年   | 福州市         | 福建省政府 |
| 华侨大学       | 2003年   | 泉州市、厦门市 | 国侨办     |
| 福建师范大学   | 2003年   | 福州市         | 福建省政府 |
| 福建农林大学   | 2003年   | 福州市、南平市 | 福建省政府 |
| 福建理工大学   | 2012年   | 福州市         | 福建省政府 |
| 福建医科大学   | 2003年   | 福州市         | 福建省政府 |
| 集美大学       | 2003年   | 厦门市         | 福建省政府 |
| 福建中医药大学 | 2003年   | 福州市         | 福建省政府 |
| 闽南师范大学   | 2007年   | 漳州市         | 福建省政府 |
| 厦门理工学院   | 2013年   | 厦门市         | 厦门市政府 |
| 闽江学院       | 2017年   | 福州市         | 福州市政府 |